# Michela Lombardi
Michela Lombardi (Viareggio, Itália, 19 de dezembro de 1973) é uma cantora italiana.
Sob o pseudônimo de Malina, gravou o disco "Gently Hard", lançado em 1999. A faixa "By your side", presente nesta obra, fez bastante sucesso entre os adeptos do eurodance.